# Cinderella hirsuta
Cinderella hirsuta är en tvåvingeart som beskrevs av Willi Hennig 1969. Cinderella hirsuta ingår i släktet Cinderella och familjen myllflugor. Inga underarter finns listade i Catalogue of Life.